# Haibach (Bassa Franconia)
Haibach è un comune tedesco di 8 536 abitanti, situato nel land della Baviera.